# Nathaniel Bowditch
Nathaniel Bowditch (Salem, Massachusetts, 1773 — Boston, 1838) va ser un matemàtic i astrònom nord-americà.
Bowditch va néixer a Salem, quan aquesta ciutat era el segon port en importància de Nova Anglaterra (després de Boston), en una família de mariners, tant per part de mare com de pare. Entre 1795 i 1803 va estar navegant per tot el món (Espanya, Portugal, Filipines, Indonèsia, Reunion, Madagascar, ...) fent des d'administratiu fins a capità-propietari. Abans, i des dels dotze anys, havia estat treballant d'administratiu a diferents industries nàutiques de Salem.

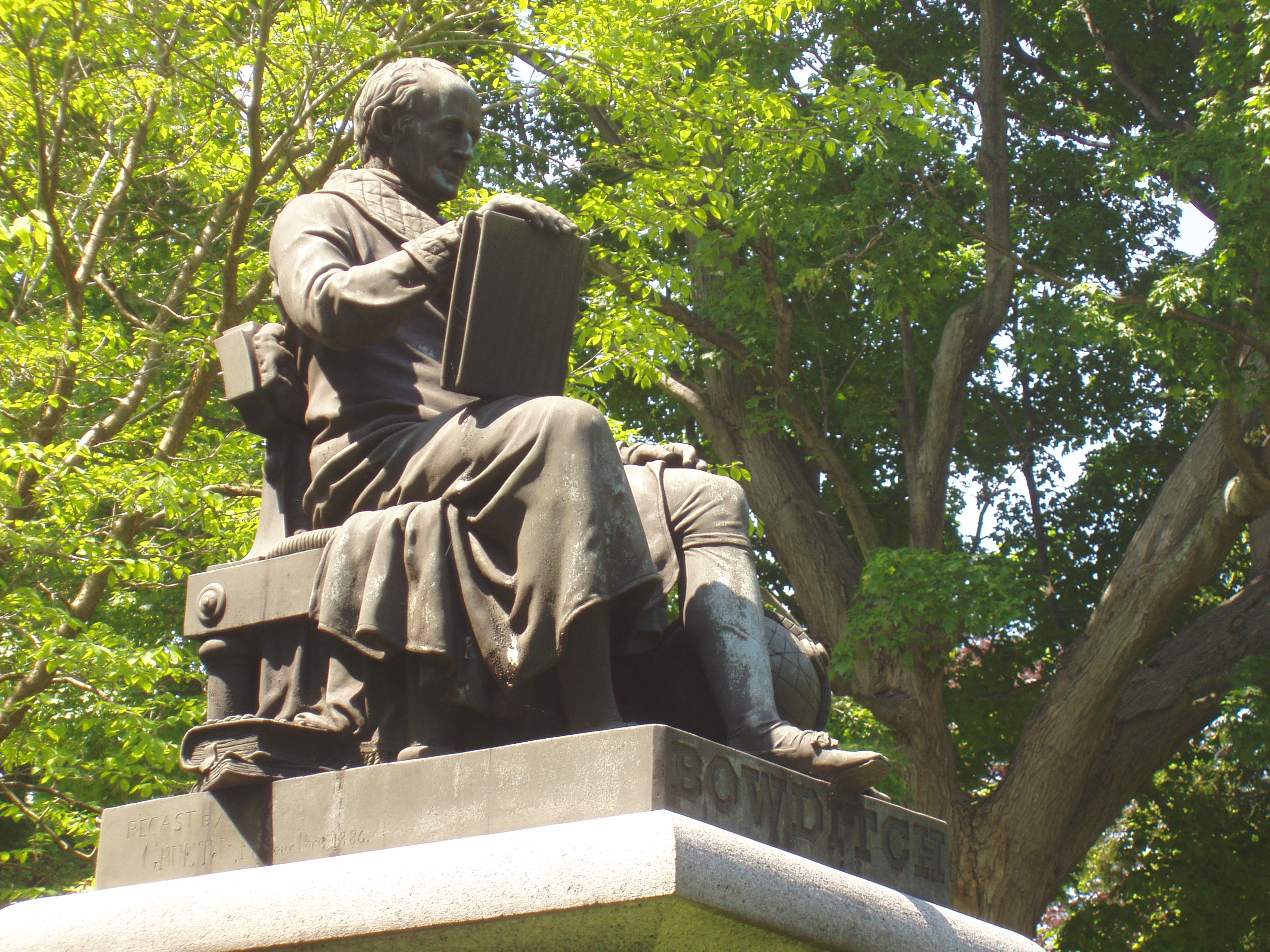
Tomba de Bowditch al cementiri Mount Auburn de Boston.

A partir de 1804 va treballar com un executiu innovador a l'industria de les assegurances, primer a la Essex Fire and Marine Insurance Company i des del 1823, fins a la seva mort, a la Massachusetts Hospital Life Insurance Company de Boston.
Va traduir algunes obres de navegació, molt populars entre navegants com el Traité de la mécanique céleste de Pierre-Simon Laplace. Però l'obra que li va donar més fama va ser el The New American Practical Navigator (1799), considerat per alguns com un plagi d'una obra de John Hamilton Moore (personatge avui oblidat), però que gràcies a les seves ampliacions i re-elaboracions és una peça cabdal de la navegació moderna, que encara avui en dia es pot trobar a bord de totes les embarcacions de la Marina dels Estats Units d'Amèrica.
L'escriptora de literatura juvenil Jean Lee Latham, va escriure el 1955, amb gran èxit, una biografia novel·lada del personatge amb el títol de Carry On, Mr. Bowditch, amb la que va guanyar la medalla Newbery de 1956.

## Obres
- The Practical Navigator (1799)
- New American Practical Navigator (1802)